# Quan hệ Brunei – Việt Nam
Quan hệ Brunei – Việt Nam đề cập đến mối quan hệ song phương giữa Vương quốc Brunei Darussalam và Cộng hòa Xã hội Chủ nghĩa Việt Nam. Hai nước chính thức thiết lập quan hệ ngoại giao vào ngày 29 tháng 2 năm 1992. Hiện nay, Brunei có Đại sứ quán tại Hà Nội, trong khi Việt Nam có Đại sứ quán tại thủ đô Bandar Seri Begawan.
Mối quan hệ giữa Brunei và Việt Nam được đánh giá là ổn định, hữu nghị và không ngừng phát triển trên nhiều lĩnh vực, đặc biệt là về chính trị – ngoại giao, kinh tế – đầu tư, giáo dục – đào tạo và an ninh – quốc phòng.

## Lịch sử
Ngay sau khi thiết lập quan hệ ngoại giao, hai nước đã tăng cường trao đổi đoàn cấp cao và thúc đẩy các cơ chế hợp tác song phương. Năm 1998, Quốc vương Brunei Hassanal Bolkiah đã có chuyến thăm chính thức tới Việt Nam, đánh dấu cột mốc quan trọng trong quan hệ song phương. Tiếp đó, năm 2001, Chủ tịch nước Việt Nam Trần Đức Lương thực hiện chuyến thăm cấp nhà nước tới Brunei, góp phần làm sâu sắc thêm mối quan hệ giữa hai nước.
Từ đó đến nay, lãnh đạo hai nước thường xuyên gặp gỡ tại các diễn đàn khu vực và quốc tế, đặc biệt trong khuôn khổ ASEAN, APEC, và Liên Hợp Quốc, thể hiện sự gắn kết và ủng hộ lẫn nhau trên trường quốc tế.

## Quan hệ kinh tế
Quan hệ kinh tế giữa Việt Nam và Brunei đã có những bước phát triển tích cực kể từ khi hai nước thiết lập quan hệ ngoại giao. Hai bên đã ký kết nhiều thỏa thuận song phương trong các lĩnh vực như hàng không dân dụng, đầu tư, thuế, giáo dục và năng lượng. Những năm đầu, kim ngạch thương mại hai chiều còn khiêm tốn, dao động khoảng 1,5–2 triệu USD mỗi năm, nhưng đến năm 2005 đã tăng lên 4,5 triệu USD. Trong lĩnh vực đầu tư, Brunei từng bước trở thành một trong những nhà đầu tư đáng chú ý tại Việt Nam. Tính đến giữa năm 2007, Brunei có 37 dự án đầu tư với tổng vốn đăng ký 125,8 triệu USD, đứng thứ 29 trong số 74 quốc gia và vùng lãnh thổ đầu tư vào Việt Nam. Đến năm 2012, Brunei vươn lên vị trí thứ 12 trong số 94 nhà đầu tư nước ngoài tại Việt Nam với 124 dự án và tổng vốn đầu tư đạt 48,5 tỷ USD. Ngoài ra, Brunei còn cấp nhiều học bổng hằng năm cho công dân Việt Nam trong các lĩnh vực như dầu khí, đào tạo tiếng Anh và một số ngành nghề kỹ thuật, góp phần tăng cường hợp tác giáo dục và phát triển nguồn nhân lực giữa hai nước.

## Quan hệ an ninh
Quan hệ hợp tác quốc phòng giữa Việt Nam và Brunei phát triển trên tinh thần tin cậy, thực chất và phù hợp với nhu cầu của cả hai bên. Hải quân hai nước đã thiết lập kênh hợp tác song phương, thường xuyên thăm viếng cảng, đối thoại an ninh hàng hải, và chia sẻ thông tin nhằm duy trì hòa bình, ổn định, và an ninh trên biển trong khu vực. Việt Nam và Brunei đều là thành viên của Hiệp hội các quốc gia Đông Nam Á (ASEAN), và cùng cam kết thúc đẩy việc xây dựng Cộng đồng Chính trị – An ninh ASEAN (APSC). Hai nước cũng phối hợp chặt chẽ trong các cơ chế an ninh khu vực như Diễn đàn Khu vực ASEAN (ARF) và Hội nghị Bộ trưởng Quốc phòng ASEAN Mở rộng (ADMM+)..